# Hyalotheca indica
Hyalotheca indica là một loài Song tinh tảo trong họ Desmidiaceae, thuộc chi Hyalotheca.